# Tourpes
Tourpes est une section de la ville belge de Leuze-en-Hainaut, située en Région wallonne dans la province de Hainaut.
Les habitants de Tourpes sont les tourpiers.

## Toponymie
La localité est attestée sous la forme Dorp dès 847 - 853 (copie de 1070), puis Torb en 962 - 987, Turp en 1105, Tvrb en 1111 - 1136, Torp en 1140 (copie 1175), puis Tourp et enfin Tourpes vers l'année 1686.
Peut-être du germanique *þorpa- (thorpa) « établissement filial », autrement *thurpa « village », source des termes vieux bas francique thorp, *throp, considérés comme l'origine des mots français troupe, troupeau, trop et néerlandais dorp « village », et également source du saxon *thurpa > vieil anglais thorp. La solution franque est préférable vu les formes les plus anciennes et la localisation dans cette partie de la Belgique.
Homonymie avec Tourpes (Turpes en 1190), lieu-dit à Bures-en-Bray (Haute-Normandie).

## Évolution démographique
- Sources : INS, Rem. : 1831 jusqu'en 1970 = recensements, 1976 = nombre d'habitants au 31 décembre.

## Histoire
Le peu d'archives existant à Tourpes permettent de déterminer l'origine de la commune qui remonte à la fin de l’Empire romain.
De 720 à 1136, Tourpes faisait partie de la principauté appelée BURBANT qui avait Ath comme chef-lieu et s'étendait de l'Escaut à la Sambre, comprenant Antoing, Leuze, Lessines, Chièvres, Lens, Enghien et Ath.
Le BURBANT fut englobé dans le comté de Hainaut dont faisait partie la châtellerie d'Ath qui comptait 5 villes et 100 villages, dont Tourpes de 1136 à la Révolution Française (1789). Le châtelain pouvait se faire remplacer par un lieutenant. Il avait la main haute dans toutes les questions où les intérêts du Comte du Hainaut étaient en jeu. Il exerçait la haute police. Il était assisté d'un greffier et de neuf sergents qui, au besoin, étaient renforcés par des gens d'armes.
On note avec intérêt, qu'à cette époque déjà, l'ossature administrative existait. Le bailli représentait le seigneur pour la surveillance du village et l'administration de la justice. Il nommait et révoquait le mayeur, les échevins, le sergent (garde-champêtre), les messiers (gardiens des récoltes). Il contrôlait et approuvait les comptes du massard (receveur communal), recevait les reliefs et les droits seigneuriaux (revenus, taxes et amendes).
L'occupation principale des Tourpiers était l'agriculture, on notait également quelques artisans indépendants tels que : tisserand de toile, tanneur, brasseur. La brasserie Dupont, installée dans la ferme Rimaux-Deridder, brasse plusieurs bières de haute fermentation depuis 1844.
Entre 1860 et 1865, la création de la ligne de chemin de fer Leuze-Blaton favorisa l'exode de la main-d'œuvre campagnarde vers les centres industriels du Borinage.
C'est en 1882 que fut construit le groupe des bâtiments communaux comprenant : la Maison Communale, les écoles, les maisons des instituteurs de même que l'église de la paroisse Saint-Martin.

## Patrimoine et culture

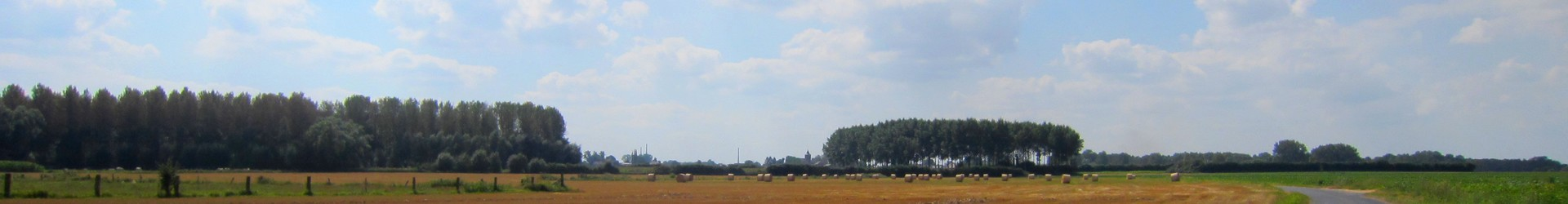
Vue panoramique de l'ancien village de Tourpes.

## Vie associative

### Jumelages
- Saint-André-et-Appelles (France)

## Personnalités liées
- Oscar de Séjournet (1841-1926), homme politique, bourgmestre de Tourpes.